# Batman & Mr. Freeze: SubZero
Batman & Mr. Freeze: SubZero is een direct-naar-video-animatiefilm gebaseerd op de animatieserie Batman: The Animated Series. De film is geregisseerd door Boyd Kirkland en Randy Rogel. De stemacteurs van de serie werkten ook mee aan deze film.

## Verhaal
Mr. Freeze leidt een teruggetrokken bestaan op de noordpool met zijn zieke vrouw, Nora Fries, nog altijd in schijndode ingevroren toestand. Zijn enige gezelschap zijn z’n geadopteerde zoon Kunac, en zijn twee ijsberen. Dan duikt plotseling een duikboot op van onder het ijs. De boot vernietigt de grot waar het gezelschap zich bevindt. Kunac en Freeze worden gered door de ijsberen, maar Nora’s capsule wordt gebroken. Hierdoor ontdooit Nora’s lichaam en speelt haar ziekte weer op. Woedend bevriest Freeze de duikboot en zijn bemanning.
Twee weken later, in Gotham City, zijn Bruce Wayne en Dick Grayson aanwezig op een feestje in het landhuis van een vriend van Bruce. Ook aanwezig is dr. Gregory Belson, die onsuccesvol zijn broker vraagt hem uit zijn financiële problemen te helpen. Gefrustreerd vertrekt Belson, maar komt op weg naar huis Freeze tegen. Daar Belson en Freeze goede vrienden waren voor Freeze’ transformatie, vraagt Freeze hem om hulp bij het redden van Nora. In Freeze’ schuilplaats op een oud olieplatform concludeert Belson dat Nora’s ziekte snel erger wordt en ze nog maar twee weken te leven heeft. Wanneer Freeze hem een fortuin belooft als hij Nora helpt, komt Belson met de enige mogelijke oplossing: een orgaantransplantatie. De enige persoon die een geschikte donor is voor Nora is niemand minder dan Barbara Gordon, alias Batgirl.
Freeze ontvoert Barbara. Dick probeert haar nog te redden, maar faalt. Bruce en Dick beginnen met hun onderzoek naar Freeze’ motief. Ondertussen krijgt Barbara te horen wat Freeze van plan is. Ze onderneemt een ontsnappingspoging, maar ontdekt al snel dat ze op een olieplatform zit en dus onmogelijk weg kan.
Bruce en Dick ontdekken dat Freeze ook Belson gevangen heeft. Ze gaan naar Belsons’ huis voor nader onderzoek als Batman en Robin. Daar vinden ze het adres van Belsons broker, Arbagast. Het duo bezoekt Arbagast die net op dat moment een telefoontje krijgt van Belson. Middels dit telefoontje kan het duo achterhalen waar Belson, en dus ook Freeze en Barbara, zich bevinden.
Op het olieplatform maken Freeze en Belson zich klaar voor de operatie. Barbara kan wederom vluchten door tussenkomst van Kunac, en Belson achtervolgt haar. Hij probeert haar neer te schieten maar wordt gestopt door de komst van Batman en Robin. Wel raken een paar van zijn kogels een brandstoftank, die meteen vlam vat.
Terwijl het vuur zich verspreidt achtervolgt Freeze het Dynamische Duo, en vangt hen in een hijskraancockpit door deze geheel te bevriezen. Ondanks Belsons advies dat ze het platform moeten verlaten voor alles ontploft, wil Freeze doorgaan met de operatie. Belson duwt Freeze onder vallend puin, en vlucht weg. Freeze breekt zijn been bij deze val en kan niet op eigen kracht wegkomen. Barbara helpt hem, samen met Batman en Robin (die inmiddels uit de hijskraan ontsnapt zijn). Batman en Barbara gaan tevens verder het brandende platform in om Nora en Kunac te halen. Belson probeert met een boot te ontkomen, maar komt om als het landingsplatform op hem valt.
Alle aanwezigen weten naar buiten te komen, waar Freeze erop staat dat Nora en Kunac eerst in veiligheid worden gebracht. Dit lukt, maar Freeze zelf valt van het instortende platform in zee, voordat Batman hem kan oppikken. Niet veel later ontploft het platform. Denkend dat Freeze is omgekomen zet het gezelschap met de Batwing koers naar huis. Freeze leeft echter nog en zwemt terug naar zijn eigen huis met zijn ijsberen.
Wederom twee weken later is Freeze terug op de noordpool. Hij kijkt door het raam van een huis naar binnen, en ziet daar op een tv dat Nora op Bruce Waynes kosten alsnog de orgaantransplantatie heeft ondergaan en nu genezen is. Wetend dat zijn vrouw is gered, verdwijnt Freeze met zijn ijsberen in de verte.

## Rolverdeling
| Acteur              | Personage                     |
| ------------------- | ----------------------------- |
| Kevin Conroy        | Bruce Wayne / Batman          |
| Michael Ansara      | Dr. Victor Fries / Mr. Freeze |
| Loren Lester        | Dick Grayson / Robin          |
| Mary Kay Bergman    | Barbara Gordon / Batgirl      |
| George Dzundza      | Dr. Gregory Belson            |
| Efrem Zimbalist jr. | Alfred Pennyworth             |
| Bob Hastings        | Commissaris Jim Gordon        |
| Robert Costanzo     | Rechercheur Harvey Bullock    |
| Marilu Henner       | Veronica Vreeland             |
| Dean Jones          | Dean Arbagast                 |
| Jane Alan           | Summer Gleeson                |
| Liane Schirmer      | Renee Montoya                 |
| Rahi Azizi          | Koonak                        |

## Achtergrond
Chronologisch speelt de film zich af tussen Batman: The Animated Series en The New Batman Adventures.
De film werd expres later uitgebracht dan aanvankelijk gepland. Dit om te voorkomen dat men de film zou vergelijken met de onsuccesvolle film Batman & Robin, een live-action film waarin Mr. Freeze ook een van de hoofdschurken was.
In de jaren na uitgave is de film geregeld op tv vertoond, zowel in zijn volle formaat als in twee afleveringen van elk 30 minuten.